# Mihailo Vujić

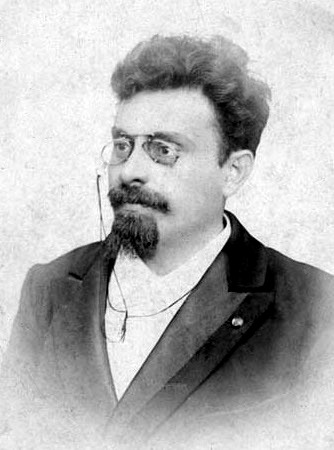
Mihailo Vujić

Mihailo Vujić (* 26. Oktoberjul. / 7. November 1853greg. in Belgrad; † 1.jul. / 14. März 1913greg. in Sušak) war ein serbischer Professor der Wirtschaftswissenschaft und Politiker, der vom 20. März 1901 bis 7. November 1902 Ministerpräsident des Königreich Serbien war.

## Werdegang
Er schloss ein Studium der Philosophie an der Velika škola ab und studierte anschließend Philosophie und Wirtschaftswissenschaft in Berlin, Leipzig und Paris. 1879 wurde er in Leipzig in Philosophie promoviert. Anschließend trat er in Serbien der Radikalen Volkspartei bei, in welcher er zum gemäßigten Flügel gezählt wurde.
Von 1879 bis 1887 unterrichtete er nach Kosta Cukić und Čedomilj Mijatović als dritter großer Professor der Wirtschaftswissenschaft an der Velika škola.
Mitte 1887 wurde er zunächst Finanzminister in der liberal-radikalen Regierung von Jovan Ristić und wechselte Ende desselben Jahres zur radikalen Regierung von Sava Grujić, die im April 1888 fiel. Anschließend war er Finanzminister bei den Regierungen von Sava Grujić (1889–1891), Nikola Pašić (1891), Lazar Dokić (1893), Sava Grujić (1893–1894) und Đorđe Simić (1896–1897).

## Steuerreform von 1884
Er blieb in Erinnerung, weil er als Finanzminister das Tabak- und Salzmonopol und die Ausbeutung der Eisenbahnen übernommen hatte, die bis dahin in den Händen ausländischer Gesellschaften lagen. Er ordnete die Finanzen des Staates und brachte den Haushalt 1891 von großen Defiziten zum Ausgleich. Er versuchte, alle Auslandsdarlehen Serbiens umzuwandeln, um die Rückzahlungslast zu verringern, scheiterte jedoch.
Als sich König Aleksandar Obrenović nach seiner Heirat mit Draga Mašin 1900 den Radikalen näherte, wurde Vujic Gesandter in Paris. Ab Februar 1901 war Vujić Außenminister in der Regierung von Aleksa Jovanović und bildete kurz darauf (20. März 1901) eine eigene Regierung, in der er das Portfolio des Außenministers behielt. Diese Regierung war eine vorwärtsradikale, sogenannte Koalition. Fusionist, und auf den Wunsch des Königs, die Radikalen mit Hilfe eines Hofes von sympathischen Progressiven zu moderieren. Die Versöhnung von Vujić und anderen gemäßigten Radikalen zum Hof führte zu einer Spaltung der Radikalen Partei, aus der die jüngeren und kämpferischeren Elemente hervorgehen und die Unabhängige Radikale Partei bilden. Nach Einschätzung von König Alexander ist Vujić jedoch nicht nachsichtig genug, und die Regierung von Vujić fällt am 7. November 1902.
In den folgenden Jahren war Vujić Gesandter in Wien (1903), Berlin (1906) und Rom (1909).
Am 5. Februar 1901 wurde er zum ordentlichen Mitglied der Serbischen Königlichen Akademie gewählt.

## Veröffentlichungen
- Grundsätze der Volkswirtschaft I-III (1895–1898).
  1. Osnovna prethodna pitanja i istorijski razvitak nauke o narodnoj privredi, 1895.
  2. Ekonomska teorija, 1896.
  3. Ekonomska politika, 1898.[5]

| Vorgänger                                                            | Amt                                                                       | Nachfolger                                                                       |
| -------------------------------------------------------------------- | ------------------------------------------------------------------------- | -------------------------------------------------------------------------------- |
| Čedomilj Mijatović Dimitrije Stojanovi ́(1841–1905) Stevan D. Popović | Serbischer Finanzminister Mitte 1887 bis 1892 1893 bis 1894 1896 bis 1897 | Nikola Pašić Đorđe Simić Stevan D. Popović                                       |
| Aleksa Jovanović                                                     | Serbischer Außenminister Februar 1901 bis 7. November 1902                | Vasilije Antonić                                                                 |
| Aleksa Jovanović                                                     | Serbischer Ministerpräsident 20. März 1901 bis 7. November 1902           | Petar Velimirović                                                                |
| Đorđe Simić                                                          | Serbischer Gesandter in Wien 1903                                         | Đorđe Simić                                                                      |
| 1881-1888 Milan Petroniević Hardenbergstraße 12                      | Serbischer Gesandter in Berlin 1906 bis 1907                              | Miloš Bogičević (1876–1937) 6. August 1914 diplomatische Beziehungen abgebrochen |
| 1903 – 1907: Milovan Milovanović                                     | Serbischer Gesandter in Rom 1909                                          | Februar 1915 – November 1917: Mihajlo Ristic (1864–1925)                         |